# INRI

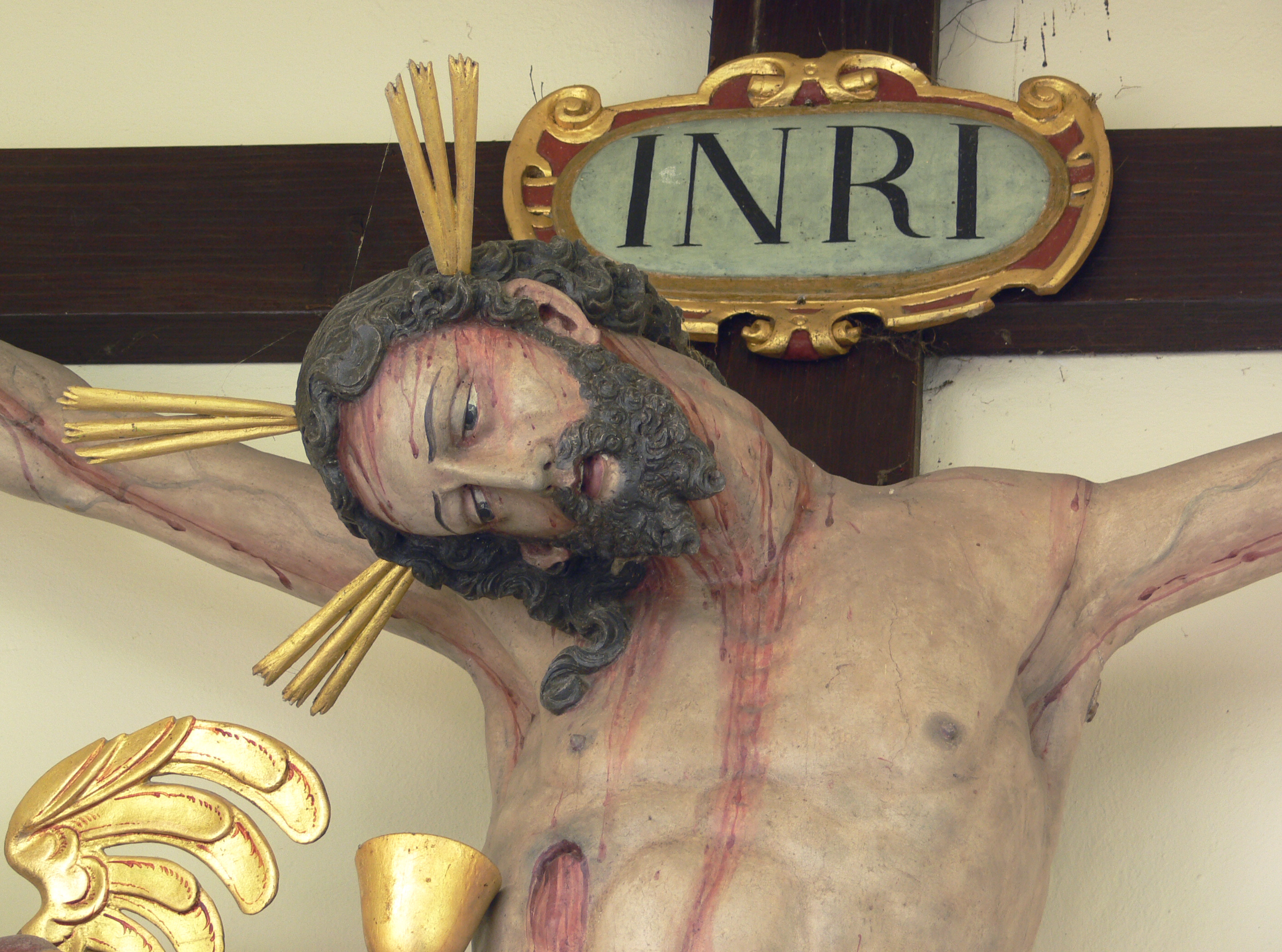
Krucifix (Brochenzell nära Bodensjön, 1600-talet)

INRI är en akronym för Iesus Nazarenus, Rex Iudaeorum (IESVS·NAZARENVS·REX·IVDÆORVM), latin för "Jesus från Nasaret, judarnas konung". Dessa fyra bokstäver utgör begynnelsebokstäverna i inskriptionen på Jesu kors och pryder även krucifix.
I Johannesevangeliet 19:19-20 står det:
"Pilatus hade också låtit skriva ett anslag som sattes upp på korset, och där stod: Jesus från Nasaret, judarnas konung. Detta lästes av många judar, eftersom platsen där Jesus korsfästes låg strax utanför staden, och texten var på hebreiska, latin och grekiska."
Inom många östortodoxa kyrkor används de grekiska bokstäverna "INBI", baserat på den grekiska versionen av inskriptionen, Ἰησοῦς ὁ Ναζωραῖος ὁ Bασιλεὺς τῶν Ἰουδαίων (Iēsûs ho Nazōraêos ho basileùs tôn Iudaéōn). På hebreiska skrivs frasen oftast som ישוע הנצרי ומלך היהודים (Yeshua' HaNotsri U'Melech HaYehudim), vilket översätts som "Jesus Nasaréen och judarnas konung".
Inskriptionen skulle förklara för nyfikna vilket brott den korsfäste straffats för. När de judiska prästerna klagade över att Jesus påstod sig vara Guds son, utmanade Pilatus honom att förneka att han var "judarnas konung". Jesus förnekade det inte. I Johannes 19:21-22 avvisar Pilatus anklagelsen om att Jesus blev korsfäst för att han falskeligen påstod sig vara kung, och uppger istället att Jesus blev korsfäst eftersom han var judarnas kung. 